# Interstate 44
I-44 eller Interstate 44 är en amerikansk väg, Interstate Highway, i Texas och Missouri. Den ersätter en del av den kända Route 66.